# Фунду Ваиј (Липовац)
Фунду Ваиј (рум. Fundu Văii) насеље је у Румунији у округу Васлуј у општини Липовац. Oпштина се налази на надморској висини од 270 m.

## Становништво
Према подацима из 2002. године у насељу је живело 602 становника, од којих су сви румунске националности.